# Анопино (Владимирская область)
Ано́пино — посёлок в Гусь-Хрустальном районе Владимирской области России. Центр сельского поселения «Посёлок Анопино».
Население — 2171 чел. (2021).

## География
Расположен в 10 км на север от Гусь-Хрустального и 3 км от железнодорожной станции Комиссаровка на линии Владимир—Тумская.

## История
Основан в 1814 году судогодским купцом второй гильдии Яковом Ивановичем Барсковым. В 1816 году в посёлке основана стекольная фабрика. С 12 декабря 1944 по 2005 год обладал статусом посёлка городского типа.

## Известные уроженцы
- Гусев, Вениамин Васильевич — Герой Советского Союза.
- Кошелев, Василий Васильевич — советский военный деятель, Генерал-майор танковых войск

## Население
| 1859  | 1905  | 1926  | 1959  | 1970  | 1979  | 1989  |
| ----- | ----- | ----- | ----- | ----- | ----- | ----- |
| 105   | ↗242  | ↗984  | ↗1941 | ↗2184 | ↘2031 | ↘1979 |
| 2002  | 2010  | 2021  |       |       |       |       |
| ↗2018 | ↗2043 | ↗2171 |       |       |       |       |

## Экономика
- ООО"РАСКО"  (быв. им. Калинина, осн. в 1816 году) (стеклобутылки)
- Комиссаровский филиал Владимирского «Промжелдортранс»

## Достопримечательности
В поселке храм Покрова Пресвятой Богородицы (2005), памятник погибшим в ВОВ.